# Montgomery (namn)
Montgomery är ett namn, som finns som efternamn, förnamn och geografiskt namn, främst i den engelskspråkiga världen. Den 31 december 2014 var 204 personer med efternamnet Montgomery bosatta i Sverige. Vid samma tidpunkt hade 28 män i Sverige namnet som förnamn, dock ingen som första förnamn (tilltalsnamn). En släkt med namnet Montgomery tillhör sedan 1700-talet den svenska adeln.

## Personer
- Montgomery (släkt) – släkt med många grenar

### Personer med efternamnet Montgomery eller med varianter av detta namn
- Albert Montgomery (1852–1913), svensk fängelsedirektör, lexikograf och översättare
- Anthony Montgomery (född 1971), amerikansk skådespelare
- Archibald Montgomery-Massingberd (1873–1947), brittisk fältmarskalk
- Arthur Montgomery (1889–1976), svensk ekonom
- Bernard Montgomery (1887–1976), brittisk fältmarskalk
- Bruce Montgomery (1921–1978), brittisk deckarförfattare med pseudonymen Edmund Crispin, kompositör av filmmusik
- Colin Montgomerie (född 1963), brittisk golfspelare
- Dacre Montgomery (född 1994), australisk skådespelare
- Douglass Montgomery (1907–1966), amerikansk skådespelare
- Edvard Montgomery (1852–1911), bruksägare och politiker
- Elna Montgomery (1885–1981), svensk konståkerska
- Florence Montgomery (1843–1923), engelsk författare
- Gabriel Montgomery (död 1574), fransk greve och militär
- George Montgomery (1916–2000), amerikansk skådespelare
- Gustaf Adolf Montgomery (1791–1861), svensk militär, ämbetsman och författare
- Henry Montgomery, flera personer
  - Henry Montgomery (psykolog) (född 1943), svensk psykolog, professor
  - Henry Montgomery (jurist) (1927–2010), svensk jurist, kammarrättspresident
- Hugo Montgomery (född 1932), svensk klassisk filolog, verksam i Norge
- Hugo Montgomery-Cederhielm  (1847–1872), svensk skald och spexförfattare
- Ingun Montgomery (född 1936), svensk-norsk kyrkohistoriker
- James Montgomery, flera personer
  - James Montgomery (poet) (1771–1854), brittisk poet
  - James Montgomery (simmare) (född 1955), amerikansk simmare
  - James H. Montgomery (1878–1966), amerikansk författare och dramatiker
- Jim Montgomery (ishockeyspelare) (född 1969), kanadensisk ishockeyspelare och tränare
- John Montgomery, flera personer
  - John Montgomery (militär) (1863–1936), svensk militär
  - John Montgomery (ryttare) (1881–1948), amerikansk tävlingsryttare
  - John Montgomery (1695–1764), svensk affärsman
  - John Joseph Montgomery (1858–1911), amerikansk flygpionjär
  - John Michael Montgomery (född 1965), amerikansk countrysångare och låtskrivare
- Jon Montgomery (född 1979), kanadensisk skeletonåkare
- Lee Montgomery (född 1961), kanadensisk skådespelare
- Louise Montgomery (1879–1978), svensk grevinna och författare
- Lucy Maud Montgomery (1874–1942), kanadensisk författare
- Maja Montgomery (1915–2003), svensk arkitekt
- Mathilda Montgomery-Gyllenhaal (1796–1863), spansk-svensk kompositör, känd som Mathilda d'Orozco
- Melba Montgomery (född 1938), amerikansk countrysångerska och låtskrivare
- Percy Montgomery (född 1974), sydafrikansk rugbyspelare
- Poppy Montgomery (född 1972), australisk skådespelare
- Richard Montgomery (1738–1775), brittisk, senare amerikansk militär
- Robert Montgomery, flera personer
  - Robert Montgomery (jurist) (1834–1898), finländsk jurist och politiker
  - Robert Montgomery (militär) (1737–1798), svensk överste och deltagare i Anjalaförbundet
  - Robert Montgomery (poet) (1807–1855), engelsk predikant och författare
  - Robert Montgomery (skådespelare) (1904–1981), amerikansk skådespelare, regissör och producent
  - Robert Montgomery-Cederhielm (1820–1888), svensk godsägare och politiker
- Thomas Harrison Montgomery, Jr. (1873–1912), amerikansk zoolog
- Tim Montgomery (född 1975), amerikansk friidrottare, sprinter
- Victor Emanuel Montgomery (1861–1927), svensk ingenjör
- William Montgomery (1859–1921), svensk godsägare och politiker, liberal

### Personer med Montgomery som förnamn eller mellannamn
- Robert Montgomery Bird (1806–1854), amerikansk författare
- Jane Montgomery Campbell, översättare av psalmer
- Montgomery Clift (1920–1966), amerikansk skådespelare
- James Montgomery Doohan (1920–2005), kanadensisk skådespelare och författare
- Henry Montgomery Lawrence (1806–1857), brittisk militär
- William Montgomery McGovern (1897–1964), amerikansk upptäcktsresande

### Fiktiva figurer
- Montgomery Burns, rollfigur i The Simpsons
- Montgomery Scott, rollfigur i Star Trek, spelad av James Montgomery Doohan
- Montgomery Montgomery, rollfigur i Syskonen Baudelaires olycksaliga liv